# Petite rivière Missisicabi
Pour les articles homonymes, voir Missisicabi.
La Petite rivière Missisicabi est un affluent de la rive Sud de la baie James. Elle coule vers l’Ouest dans la péninsule Ministikawatin, au Canada dans :
- la Réserve de la Baie-James, dans la municipalité de Eeyou Istchee Baie-James, en Jamésie, dans la région administrative du Nord-du-Québec, au Québec ;
- le district de Cochrane, dans le Nord-Est de l'Ontario.

Le cours ontarien de la Petite rivière Missisicabi constitue la limite Sud du sanctuaire d’oiseaux de la baie Hannah.
La surface de la rivière est habituellement gelée du début novembre à la mi-mai, toutefois la circulation sécuritaire sur la glace se fait généralement de la mi-novembre à la mi-avril.

## Géographie
Les bassins versants voisins de la Petite rivière Missisicabi sont :
- côté nord : baie Gull, baie James, baie de Rupert, rivière Novide ;
- côté est : rivière Kitchigama, rivière Nottaway, rivière Octave (baie de Rupert) ;
- côté sud : Rivière Missisicabi, rivière Piscapecassy, rivière Harricana ;
- côté ouest : baie James, baie Hannah.

La petite rivière Missisicabi prend sa source à 1,1 km à l’est de la frontière de l’Ontario, à 15,4 km au nord-est de son embouchure et à 44,7 km à l’ouest de l’embouchure de la rivière Nottaway.
Le cours de la petite rivière Missisicabi coule sur 29,4 km selon les segments suivants :
- 15,5 km vers le sud-est, puis le sud-ouest, au Québec en zones de marais, jusqu’à la limite du district de Cochrane (Ontario) ;
- 13,9 km vers l’ouest, dans le district de Cochrane en zones de marais, jusqu’à son embouchure. Note : En sus, à partir de son embouchure, le courant continue vers l’Ouest sur 5,1 km de grès.

L'embouchure de la petite rivière Missisicabi est située sur les battures de la rive est de la baie Hannah, en Ontario, soit un appendice au sud de la baie James. Cette embouchure est située à seulement 12,1 km au nord de l'embouchure de la rivière Harricana, à 103,8 km à l’Est de l’embouchure de la rivière Moose (Ontario) et 34,9 km à l’Ouest de l'embouchure de la rivière Nottaway.

## Toponymie
La graphie « Missisicabi » s'avère une adaptation du mot « misikapu », signifiant « grande eau ». Les Cris désignent ce cours d'eau sous l'appellation « Iskaskunikan Sipi », signifiant « rivière où se retrouve une cache en bois ».
Le toponyme Petite rivière Missisicabi a été officialisé le 5 décembre 1968 à la Banque des noms de lieux de la Commission de toponymie du Québec, soit à la création de cette Commission.